# 渡辺徹 (俳優)
渡辺 徹（わたなべ とおる、1961年〈昭和36年〉5月12日 - 2022年〈令和4年〉11月28日） は、日本の俳優、歌手、タレント、司会者。劇団文学座所属。妻はタレントの榊󠄀原郁恵。

## 来歴

### 生い立ち
栃木県小山市にて、流しのアコーディオン弾きの子として出生。生後3か月で、茨城県古河市に転居。父親の職業は“流し”で、様々な盛り場を流して歩いてお金をもらう職業のため定住をしなかった。母親は茨城の古河の食堂の看板娘。渡辺の記憶にある最初の家は古河の6棟の三軒長屋で、安普請の六畳間と四畳半の台所の二間だった。幼稚園の年長の時に同じ古河市内の松原町から小砂町へ転居。
子供のころはケンカばかりの毎日であった。当時の古河市はサッカーが盛んであり、小学3年生からサッカーを始めた。茨城県古河市立古河第一中学校卒業。同級生に物理学者になる大槻東巳がいた。茨城県立古河第三高等学校卒業。高校在学中は生徒会長を務める。
1980年、高校卒業後に文学座附属演劇研究所本科に入所。同じく文学座出身の第二の中村雅俊として売り出す。翌年、同研究所本科を卒業して文学座研修科の研究生となる。

### 俳優としてデビュー
文学座に入って間もなく、テレビドラマ『太陽にほえろ!』（日本テレビ）の新人刑事役に抜擢され、一躍人気を獲得した。1981年に放送された同ドラマの通称名・ラガー（竹本淳二）刑事役でデビュー（1985年まで出演）。1982年、EPICソニーから『彼〈ライバル〉』で歌手デビュー。同年発売のセカンドシングル『約束』は、グリコ「アーモンドチョコレート」のCMソングとなり大ヒット。1983年、『夜明けのランナー』（東宝） で映画デビュー。
1984年、キリン生AのCMでジャッキー・チェンと共演し、武道館のイベントに出席する。
1985年には正式に文学座座員となり、演劇以外の仕事もこなす中、終生所属を続けた。
1987年10月14日、榊󠄀原郁恵と結婚。披露宴の模様は日本テレビ系列で生中継された。榊󠄀原とは日本テレビ系『風の中のあいつ』『気になるあいつ』で共演していた。
1993年に当時27歳のモデルとの約300日間に及ぶ愛人生活を報じられたことから記者会見を開き、不倫を否定した。
1998年のNHK大河ドラマ「徳川慶喜」において倒幕に向け、次々とあくどい所業を企て実行してゆく西郷隆盛を威厳と貫禄十分に演じ切って見せた。また、本来「文学座」の所属俳優ということから、多忙な中でも年に1 - 2本のペースで原点である劇団公演を中心に舞台に立ち続けていた。
司会者・マルチタレントとしても活動。司会者としては、三田佳子、芳村真理、野際陽子、和田アキ子、上沼恵美子、山田邦子といった女性タレント達のサポート役を歴任し、メイン司会者を立てつつ自らの存在感も同時に発揮する独特の司会術を持ち合わせていた。また、後進の育成指導にあたるほか、ナレーター業やまれにドラマの脇役等も含めゲスト出演していた。
ラジオではNHKFM『おしゃべりクラシック』のパーソナリティを8年務め、クラシックコンサートなどにも出演していた。ほかにも学校法人和光学園の理事や大学教員を務めた。
2014年4月より淑徳大学人文学部表現学科客員教授、2019年より城西国際大学メディア学部特任教授を務めた。
2019年に茨城県で開催された第74回国民体育大会（いきいき茨城ゆめ国体）では総合開閉会式の総合司会を務めた。

### 闘病・死去
若いころは1日6000kcalを摂取する大食漢であった。こうした影響もあり、30歳で急性糖尿病を発症。1990年代以降、急激なダイエットやリバウンドを何度も繰り返しながらたびたび病気との戦いを迎える。2012年の虚血性心疾患の他、2013年には膵炎で入院し、2021年5月に大動脈弁狭窄症の手術を受け、同年7月11日には体が優れないまま活動を再開している。晩年は糖尿病を起因とする慢性腎不全のため、週3回の人工透析を受けていた。
2022年11月19日、「心臓病とともに元気に生きる」をテーマにした秋田大学医療フォーラムにオンライン対談（テレワーク）での出演が生前最後の仕事となった。体調を崩したまま当日から発熱が見られたため、新型コロナウイルス検査を実施し、結果は陰性判定であったが、念のため会場には登壇せず別室からZOOMによるオンラインでの出演（テレワーク）に切り替えていた。帰京後の翌20日に発熱や腹痛などの症状で都内の病院で検査を受け、細菌性胃腸炎と診断され入院。その後容態が悪化して敗血症となり、人工呼吸器やECMOを装着されて集中治療を受けていたものの、2022年11月28日午後9時01分、敗血症のため死去。61歳没。訃報は同年12月2日に公表された。
12月5日、東京都内の斎場で長男の渡辺裕太を喪主として家族葬が営まれ、その後荼毘に付された。同日、ホリプロ事務所で妻の榊原郁恵と渡辺裕太が揃って会見し、榊原は「お足元悪い中、世の中がサッカーで盛り上がっている中で、渡辺徹のことで集まって頂き、家族としてすごくうれしいです。話題にしてもらって、渡辺徹のことをああだこうだ言ってもらえることは、それを見て『渡辺徹は偉大だったんだな』と思います。まずは感謝しております」と語った。戒名は「陽光院賢徳徹真居士」。2023年3月28日にグランドプリンスホテル新高輪でお別れの会が行われ、約1200人が出席した。

## 人物
身長180 cm。血液型はA型。趣味は草野球、将棋（二段）。2014年に日本将棋連盟より将棋親善大使を委嘱される。芸能界でよく指した相手としてコントでよく共演した志村けんがおり、志村によると「徹ちゃんの方が全然強い」とのこと。また、霊感があり、『ダウンタウンDX』などのトークバラエティ番組にゲスト出演する際には自身が体験した怪談話を披露する事が多い。
関西出身ではないが、エセ（似非）関西弁でツッコミを入れることもあった。これは、かつて抱えていた6人の付き人が全員大阪出身であったために自然に関西弁がうつったこと、大阪で約20年間レギュラー番組を持っていたことが影響していると話している。

### 肥満
子供のころから肥満児であった。「太陽にほえろ!」のオーディションに合格した時は83kgほどであったが、オーディション合格から撮影開始まで半年以上の期間があったため、その間にアクションや体作りの特訓で絞り込まれ、69kgになった。「太陽にほえろ!」降板・終了後は、TBSの料理番組「料理天国」にレギュラー出演したこともあり、20代後半には130kg前後まで体重が増える。役者としての仕事が減少したことから、司会者・タレントとしての活動が多くなった。
ピークは結婚時であったため、妻である榊󠄀原の料理によりダイエットに成功し、1991年には90kgまで減量に成功した。その後も何度か増減を繰り返しているが、2012年4月に虚血性心疾患であることが判明し、5月に手術を受け、退院時には79kgまで体重が減少した。
肥満を心配した榊󠄀原に「マヨネーズ禁止令」を出されている中で、隠れて大量摂取するほどのマヨネーズ好きであった。没後に行われたお別れの会の際には故人に因んで、特製ラベルが貼られた渡辺徹オリジナルデザインのマヨネーズが参列者に返礼品として贈られている。

## 家族
両親は結婚を反対されて駆け落ちして一緒になっていて、「子供はいらない」と言った父親を母親が説得して生まれたのが渡辺である。母の兄は妹を奪った渡辺の父のことを「見つけたらぶっ殺してやる」と言って探し回っていたが、渡辺が小学校の3年生の頃に和解している。
妻は歌手、タレント、女優の榊󠄀原郁恵。榊󠄀原とは「おしどり夫婦」として知られていたが、2度の不倫の事実があり、榊原がその度に許していた。2児の父であり、長男は俳優・タレントの渡辺裕太。次男の渡辺拓弥も2024年に俳優デビュー。少年時代、貧しい長屋暮らしだったことから“家”への思い入れが強く、長男が生まれると世田谷の一等地に豪邸を建て、さらに次男が誕生すると、同じ世田谷に推定4億円の豪邸を設けた。

## 受賞歴
- 1982年（昭和57年度）ゴールデン・アロー賞放送新人賞
- 1984年（昭和59年度）エランドール新人賞
- 2001年（平成13年度）菊田一夫演劇賞（『功名が辻－山内一豊の妻－』の山内一豊、『あかさたな』の大森鉄平の役の演技に対して）

## 出演

### テレビドラマ
- 太陽にほえろ!（1981年 - 1985年、日本テレビ） - 竹本淳二（ラガー）役
- 風の中のあいつ（1984年、日本テレビ） - 主演・津村一平 役
- 気になるあいつ（1985年、日本テレビ） - 主演・津村一平 役
- 大河ドラマ（NHK総合）
  - いのち（1986年） - 中川邦之 役
  - 春日局（1989年） - 豊臣秀頼 役
  - 秀吉（1996年） - 前田利家 役
  - 徳川慶喜（1998年） - 西郷隆盛 役
  - 北条時宗（2001年） - 北条義政 役
  - 青天を衝け（2021年） - 梅田慎之介 役[26][27]
- 春風一番!（1986年、日本テレビ）
- アナウンサーぷっつん物語（1987年、フジテレビ）
- 月曜ドラマランド「新・坊っちゃん」（1987年、フジテレビ） - 主演・坊っちゃん 役
- 連続テレビ小説（NHK総合）
  - はっさい先生（1987年 - 1988年） - 鶴岡亀吉 役
  - ファイト（2005年）
- 銀河テレビ小説（NHK総合）
  - はねっかえり純情派（1987年） - 山本泰平 役
- ハングマンGOGO（1987年、朝日放送） - ダブル（長浜昭太郎） 役
- 土曜ドラマ（NHK総合）
  - 結婚する手続き（1988年）
  - 遠い国からの殺人者（1995年） - 赤間愛三 役
- 別れてもダメなひと（1988年、テレビ朝日）※郁恵と夫婦で主演[28]
- ドラマ23（TBS）
  - 「危険なラブコール」（1988年） - 主演
  - 「漫画チックに踊ろうよ」（1989年） - 主演
- こまらせないで!（1989年、フジテレビ） - 二宮慎一 役
- ドラマチック22「田舎のポリス物語」（1989年12月9日、TBS） - 主演
- 木曜ゴールデンドラマ「おっと、あぶない」（1990年8月23日、読売テレビ） - 主演
- 月曜ドラマスペシャル みちのく露天風呂 べに花殺人事件（1990年8月20日、TBS） - 主演
- 俺たちルーキーコップ（1992年、TBS） - 等々力保夫 役
- 腕におぼえあり（1992年 - 1994年、NHK総合） - 細谷源太夫 役
- if もしも 第11回「神がくれる幸運、分割でもらうか、一括でもらうか」（1993年、フジテレビ）
- 土曜ワイド劇場（テレビ朝日）
  - 「殺意のバカンスシリーズ」（1993年・1996年） - 速水敏彦 役
  - 「軽井沢、殺しのレクイエム」（1994年） - 長谷見 役
  - 「死刑囚 永山則夫と母」（1998年） - 藤井信之 役
  - 「キレイになりたい!美容外科医の事件簿」（2003年） - 鷲尾哲也 役
- 江戸を斬る（1994年、TBS） - 蓬莱亭鶴亀 役
- 菊亭八百善の人びと 幻の高級江戸料理!美人女将の細腕繁盛記（1994年2月3日、テレビ朝日） - 杉山福二郎 役
- 事件・市民の判決（1996年、テレビ東京） - 米山正樹 役
- 炎の奉行 大岡越前守（1997年、テレビ東京） - 徳川吉宗 役
- 風光る剣 -八嶽党秘聞-（1997年、NHK正月時代劇） - 細田民之丞 役
- はんなり菊太郎（2002年 - 2007年、NHK総合）
- 月曜ドラマシリーズ「ねばる女」（2004年、NHK総合） - 荻島大三郎 役
- 月曜ゴールデン「上条麗子の事件推理シリーズ」（2010年 - 2012年、TBS） - 尾崎健作 役
- 警視庁・捜査一課長 第8話（2016年6月2日、テレビ朝日） - 田嶋洋 役
- 月曜名作劇場 「オバチャン保険調査員 赤宮楓のマル秘事件簿」（2017年、TBS） - 真山芳樹 役
- 風の市兵衛（2018年、NHK総合） - 伊右衛門 役

### その他のテレビ番組
- 生中継 ふるさと一番! ⇒ ひるブラ（2010年 - 2018年、NHK総合） - 旅人 ⇒ スタジオ・中継先のゲスト
- 地球ドラマチック（2004年 - 2022年11月26日[注釈 2]、NHK教育） - 日本語版ナレーター
- しぜんとあそぼ（NHK教育、不定期） - ナレーター
- スタイルプラス（東海テレビ、不定期）
- ためしてガッテン→ガッテン!（NHK総合）不定期[注釈 3]
- くりぃむクイズ ミラクル9（テレビ朝日、不定期）
- 秘密のケンミンSHOW（読売テレビ、不定期）
- POPくじら基地（1984年、テレビ東京）
- TVハッカー（1987年、フジテレビ）
- 世界ごちそうさま!!（1987年 - 1988年、日本テレビ）
- いきなり!フライデーナイト（1986年 - 1989年、フジテレビ） - 司会
- 美少女学園（1987年11月 - 1988年4月、テレビ朝日）
- テレビBE組（1987年、テレビ朝日）
- 世界どっきりウォッチ（1987年、テレビ朝日）
- 東京24時間鬼ごっこ（1987年 - 1988年、フジテレビ）
- 別れてもダメなひと（1988年3月、テレビ朝日） - 郁恵と夫婦で主演
- 熱闘!スポーツクイズ（1988年、テレビ東京）
- 恋々!!ときめき倶楽部（1988年 - 1989年、日本テレビ）
- あっちこっちマッチ（1988年10月 - 1989年3月、朝日放送）
- 動物スクランブル（1988年、日本テレビ）
- 邦ちゃんのやまだかつてないテレビ（1989年 - 1992年、フジテレビ） - サブ司会
- 24時間テレビ 「愛は地球を救う」（1989年 - 1991年、日本テレビ） - 総合司会
- NHK子どもパビリオン（1990年 - 1991年、NHK総合） - 案内役
- 料理天国（1990年 - 1992年、TBS）
- ビデオあなたが主役（1990年 - 1992年、テレビ朝日） - 司会
  - 邦子と徹のあんたが主役（1992年 - 1996年） - 司会
- オールスター赤面申告!ハプニング大賞（1993年 - 2008年、TBS）
- 楽珍!スポーツ共和国（1994年 - 1995年、TBS）
- ひらけ!GOMA王国（1995年 - 1996年、関西テレビ）
- けんちゃんのオーマイゴッド（1996年4月 - 9月、フジテレビ）
- Shimura-X（1996年10月 - 1997年9月、フジテレビ）
  - Shimura-XYZ（1997年10月 - 1998年3月）
  - Shimura-X天国（1998年4月 - 2000年9月）
- スーパーマリオクラブ（1990年10月 - 1993年9月、テレビ東京） - 司会
  - スーパーマリオスタジアム（1993年10月 - 1996年6月） - 司会
  - 64マリオスタジアム（1996年7月 - 2000年9月） - 司会
  - マリオスクール（2000年10月 - 2001年3月） - 司会
- いつでも笑みを!（1998年10月 - 2005年3月、関西テレビ）
- 直撃!!ウワサの5人（2001年4月 - 2002年3月、フジテレビ）
- アングリー・セブン（2002年4月 - 9月、フジテレビ）
- テクノ探偵団（1998年4月 - 2002年12月、テレビ東京）
- 素敵にシンプルライフ（テレビ東京）
- どっちの料理ショー（読売テレビ）
  - この番組の無敗記録保持者である。
  - 初登場の1999年2月18日放送分から最終回の2006年9月14日放送分までの計26回、さらに2007年1月4日（27回目の出場）放送分の復活特番と・2012年4月19日（28回目の出場）放送分の再復活特番まで、見学歴ナシの28連勝という前人未到の記録を樹立した。
- イソップワールド（1999年、テレビ東京） - イソップ 役
- 週刊ストーリーランド（1999年、日本テレビ）
- 情報レシピ ニジ☆ゴジ（2006年10月6日 - 12月22日、テレビ西日本）
- 青春カムバック!?メタボリック☆ばんど（2008年9月23日、テレビ愛知） - 田中正男 役
- おしゃれ工房（2008年度、NHK教育） - 司会、毎月月末に出演。
- あなたの街で夢コンサート（2008年4月19日 - 2011年3月、NHK-BS2） - 司会
- 情熱エンジン（2009年10月 - 2011年2月、仙台放送制作・東北7局ブロックネット） - ナビゲーター
- 水野真紀の魔法のレストラン（2001年4月12日 - 2012年9月26日、毎日放送）
- サラとダックン（2013年10月 - 2014年3月、NHK教育） - 日本語版ナレーター
- すイエんサー（2011年10月4日 - 2015年3月24日、NHK教育） - 司会
- 夢の“スーパートレイン”大集合～誕生!京都鉄道博物館（2016年5月5日、BSプレミアム） - 片山千恵子アナウンサーと司会
- ハル常住のゴルフトランスポーター（2017年4月3日 - 2021年3月29日、BSフジ） - ナビゲーター
- テレビ寺子屋（2018年7月 - 2019年4月、テレビ静岡） - 講師として4回出演した[31]
- 有吉のお金発見 突撃!カネオくん（2019年12月7日・2020年9月26日・2022年7月23日、NHK総合） - ゲスト
- あはれ!名作くん（2022年3月4日、NHK Eテレ） - 魔王 役
- 徹子の部屋（複数回。テレビ朝日）[注釈 4]
- よじごじDays（複数回ゲスト出演、テレビ東京。最後の出演は2022年11月17日放送分であった）
- 日曜ビッグバラエティ「昭和平成ヒット商品全部見せます!」（2013年6月9日・2014年2月2日放送・9月14日・2015年5月17日・11月29日・2016年8月21日・2017年5月21日・2019年4月12日、テレビ東京） - 司会
- 渡辺徹のフラバンジェノールであなたが変わる! - MC

### ラジオ番組
- 渡辺徹 ひとつぶの青春（1983年4月 - 1984年6月、TOKYO FM） - 松田聖子の後任
- 渡辺徹のおかまいもしませんで!（1989年4月 - 1991年3月、TBSラジオ）
- 徹と啓江のラジオは王様（1993年10月 - 、文化放送）
- おしゃべりクラシック（1994年1月 - 2002年3月、NHK-FM）
- 農協牛乳 心の詩（1999年4月 - 2002年3月、ABCラジオ）
- 渡辺徹 家族の時間（2015年4月 - 2019年3月、文化放送）
- 生島ヒロシのおはよう一直線（2021年9月6日、13日、20日・TBSラジオ）カチタス presents おうちつなGO!  - ゲスト
- 東京海上日動 Challenge Stories〜人生は、挑戦であふれている〜（2021年9月18日、25日・TOKYO FM/JFN38局） - ゲスト

### ラジオドラマ
- ラジオシアター〜文学の扉（TBSラジオ）
  - 星の王子さま（2011年12月31日）
  - 戦争と平和（2016年4月17日・24日）
  - 他人の妻とベッドの下の夫（2019年5月26日）
  - いまわしい話（2019年6月2日）
  - 恩讐の彼方に（2020年2月16日・23日）
- 下町ロケット（2012年3月20日、TBSラジオ） - 神谷修一 役
- 青春アドベンチャー（NHK-FM）
  - 白狐魔記　洛中の火（2015年1月19日 - 30日） - 楠木正成 役
  - 白狐魔記　元禄の雪（2016年12月5日 - 16日） - 大石内蔵助 役
- 特集オーディオドラマ　春麻呂の夢（2018年1月6日、NHK-FM） - 親方 役
- FMシアター（NHK-FM）
  - 風波（2018年8月25日）
  - 勝縄（2020年9月5日） - 謎の男 役
- 朗読「少年探偵団」（2020年7月27日 - 8月28日、NHKラジオ第2）[32][33] - 朗読
  - 「朗読の世界」で再放送（2023年11月6日 - 12月8日、NHK-FM）[33]

### 映画
- 夜明けのランナー（1983年、東宝） - 主演・倉本英二 役
- そろばんずく（1986年、東宝） - 天敵雄 役
- 映画女優（1987年、東宝） - 清光宏 役
- 初恋のふる里（2003年、ご当地アイドルPinkishの自主映画）[34] - 修二 役
- オムライス（2011年、よしもとクリエイティブ・エージェンシー）
- リンキング・ラブ（2017年） - 真塩健一郎 役
- 棘の中にある奇跡 〜笠間の栗の木下家〜（2018年） - 古屋隆 役
- SOMEDAYS（2023年秋公開予定） - 岡島敬 役（遺作）[35][36]

### 劇場アニメ
- 海獣の子供（2019年、東宝映像事業部） - 先生 役[37]

### OVA
- アニメ日本の昔ばなし （ナレーター）
- NO!脳からの警告 （司会）

### 吹き替え
- スター・ウォーズ - 日本テレビ版1：1983年10月5日初回放送 - ルーク・スカイウォーカー〈マーク・ハミル〉 役
- ザ・フライ/ハエ男の恐怖（1987年、日本テレビ） - アンドレ・ドランブル〈デヴィッド・ヘディソン〉 役

### CM
- 山芳製菓（ラジオCM）
- グリコ アーモンドチョコレート、セシルチョコレート（1982年、小泉今日子と共演）
- キリンビール キリン生A（1984年、ジャッキー・チェンと共演）
- JR東海　こだま2&2ペアきっぷ（1989年、野村宏伸と共演）
- 王子製紙 ネピア
- ミツカン味ぽん（妻・郁恵と共演）
- サッポロ一番 カップスター
- 日本民間放送連盟 放送広告の日
- 大正製薬 大正漢方胃腸薬
- 中外製薬 バルサン
- シノブフーズ おにぎりQ
- ライオン ラクトフェリン（妻・郁恵と共演）
- P&G ヴィックス ヴァーパーバス

### 舞台

#### 文学座本公演
- マリウス（1984年、東横劇場）
- 夢夢しい女たち（1986年、俳優座劇場）
- 息子です こんにちは（1991年、サンシャイン劇場）
- 人生と呼べる人生（1997年、東京芸術劇場）
- 女の一生（1999年、俳優座劇場）
- ドン・ジュアン（2003年、世田谷パブリックシアター）
- 踏台（2004年、紀伊國屋サザンシアター）
- 長崎ぶらぶら節（2008年、東京芸術劇場）
- 口紅〜rouge〜（2008年、東京芸術劇場 小ホール）
- 花咲くチェリー（2009年、紀伊國屋ホール、2011年、旅公演）
- 真実（2018年、東京芸術劇場）

#### それ以外の公演
- いのち（1987年、新橋演舞場）
- 夕鶴（1997年、銀座セゾン劇場）
- 恐妻侍の妻（1999年、日生劇場）
- 功名が辻（2000年、新橋演舞場）
- あかさたな（2001年、芸術座）
- 花咲く港（2005年、新国立劇場）
- KANADEHON 忠臣蔵（2006年、兵庫県立芸術文化センター）
- 京紅ものがたり（2006年、新橋演舞場）
- おんな太閤記〜あさひの巻〜（2007年、新橋演舞場）
- 女ねずみ小僧（2007年、明治座）
- ラブ・レターズ（2008年、ル テアトル銀座）
- ヘンリー六世（2009年、新国立劇場） - ヨーク公 役 演出：鵜山仁
- 2人の夫とわたしの事情（2010年、シアタークリエ） - 演出：ケラリーノ・サンドロヴィッチ
- 検察側の証人（2010年11月、ル テアトル銀座ほか）
- ゲゲゲの女房（2011年9月 - 10月、シアタークリエほか） - 水木しげる 役
- ハーベスト（2012年、世田谷パブリックシアター）
- 厄介払い（2013年、赤坂RED/THEATER）
- 国民の映画（2014年再演、パルコ劇場ほか） - 演出：三谷幸喜
- シリーズ恋文vol.5（2014年、可児市文化創造センター）
- 独りぼっちのブルース・レッドフィールド（2015年、シアターサンモール）
- トロイラスとクレシダ（2015年7月 - 8月、世田谷パブリックシアター） - パンダラス 役
- プレミアム音楽朗読劇VOICARION「Ghost Club」（2017年8月 - 9月、シアタークリエ）
- イン・ザ・プール（2019年、りゅーとぴあほか）
- 今度は愛妻家 THIS TIME IT'S REAL（2022年10月 - 11月、よみうり大手町ホールほか） - 原文太 役

## ディスコグラフィ

### シングル
| #                    | 発売日          | A/B面        | タイトル           | 作詞                | 作曲           | 編曲         | 規格品番     |
| EPIC・ソニー         | EPIC・ソニー    | EPIC・ソニー | EPIC・ソニー       | EPIC・ソニー        | EPIC・ソニー   | EPIC・ソニー | EPIC・ソニー |
| -------------------- | --------------- | ------------ | ------------------ | ------------------- | -------------- | ------------ | ------------ |
| 1                    | 1982年 4月21日  | A面          | 彼《ライバル》     | 山川啓介            | 堀内孝雄       | 石川鷹彦     | 07・5H-117   |
| 1                    | 1982年 4月21日  | B面          | コスモス246        | 山川啓介            | ばんばひろふみ | 瀬尾一三     | 07・5H-117   |
| 2                    | 1982年 8月25日  | A面          | 約束               | 大津あきら          | 鈴木キサブロー | 大村雅朗     | 07・5H-132   |
| 2                    | 1982年 8月25日  | B面          | 青空よメモリー     | 大津あきら          | 鈴木キサブロー | 大村雅朗     | 07・5H-132   |
| 3                    | 1982年 12月10日 | A面          | 愛の中へ           | 大津あきら          | 木森敏之       | 木森敏之     | 07・5H-146   |
| 3                    | 1982年 12月10日 | B面          | Season             | 大津あきら          | 木森敏之       | 木森敏之     | 07・5H-146   |
| 4                    | 1983年 5月21日  | A面          | 灼けつくメモリー   | 来生えつこ          | 来生たかお     | 川村栄二     | 07・5H-163   |
| 4                    | 1983年 5月21日  | B面          | 心に海を抱きしめて | 尾崎亜美            | 尾崎亜美       | 川村栄二     | 07・5H-163   |
| 5                    | 1983年 9月21日  | A面          | AGAIN              | 康珍化              | 鈴木キサブロー | 大村雅朗     | 07・5H-171   |
| 5                    | 1983年 9月21日  | B面          | 君に愛のすべてを   | 岡本おさみ          | 財津和夫       | 大村雅朗     | 07・5H-171   |
| 6                    | 1984年 5月1日   | A面          | 瞳・シリアス       | 松本隆              | 筒美京平       | 川村栄二     | 07・5H-200   |
| 6                    | 1984年 5月1日   | B面          | 6月の別れ          | 松本隆              | 筒美京平       | 井上鑑       | 07・5H-200   |
| 7                    | 1985年 8月25日  | A面          | 気になるあいつ     | ちあき哲也          | 杉本真人       | 桜庭伸幸     | 07・5H-259   |
| 7                    | 1985年 8月25日  | B面          | 涙のゆくえ         | 秋元康              | 伊藤心太郎     | 船山基紀     | 07・5H-259   |
| 8                    | 1986年 2月1日   | A面          | 熱情               | 有川正沙子          | 稲葉喜美子     | 大谷和夫     | 07・5H-282   |
| 8                    | 1986年 2月1日   | B面          | 夢の予感           | 大津あきら          | 木森敏之       | 新川博       | 07・5H-282   |
| ワーナー・パイオニア |                 |              |                    |                     |                |              |              |
| 9                    | 1991年 4月10日  | 01           | ビタミンCM         | 高木篤              | 久米大作       | 久米大作     | WPDL-4225    |
| 9                    | 1991年 4月10日  | 02           | (IKE IKE MEGA-MIX) | 高木篤 ラッキィ池田 | 久米大作       | 久米大作     | WPDL-4225    |

#### デュエット・シングル
| 発売日         | デュエット     | 曲順           | タイトル             | 作詞           | 作曲           | 編曲           | 規格品番       |
| キングレコード | キングレコード | キングレコード | キングレコード       | キングレコード | キングレコード | キングレコード | キングレコード |
| -------------- | -------------- | -------------- | -------------------- | -------------- | -------------- | -------------- | -------------- |
| 1994年 3月16日 | 山田邦子       | 01             | ちょーどいいのがNo.1 | 山田邦子       | 小杉保夫       | 加藤みちあき   | KIDS-178       |
| 1994年 3月16日 | 山田邦子       | 02             | My Destiny           | 渡辺徹         | 茂村泰彦       | 加藤みちあき   | KIDS-178       |
| 東芝EMI        |                |                |                      |                |                |                |                |
| 1995年 9月27日 | 山田邦子       | 01             | 遠い夢に逢えるまで   | 森雪之丞       | 平間あきひこ   | 平間あきひこ   | TODT-3502      |
| 1995年 9月27日 | 山田邦子       | 02             | D!〜グースカピー〜   | 山田邦子       | 庄野賢一       | 庄野賢一       | TODT-3502      |

### アルバム

#### ベスト・アルバム
| 発売日                                                      | レーベル          | 規格     | 規格品番                                  | アルバム                                     |
| ----------------------------------------------------------- | ----------------- | -------- | ----------------------------------------- | -------------------------------------------- |
| 1984年06月21日 1984年11月21日 1992年12月12日 1995年08月21日 | EPIC・ソニー      | LP CT CD | 28・3H-126 28・6H-108 ESCB-1374 ESCB-1639 | TW〜BEST SELECTIONS〜                        |
| 2011年11月23日                                              | Sony Music Direct | CD       | MHCL-1855                                 | GOLDEN☆BEST 渡辺徹〜シングル・コレクション〜 |

#### オムニバス・アルバム
- 青春歌年鑑 '82 Best 30（2000年、日本コロムビア、COCA-70257-58） - 「約束」
- 青春歌年鑑 '83 Plus（2002年11月27日、WEA Japan、WPC2-70003） - 「愛の中へ」収録。

#### タイアップ曲
| 年     | 楽曲                 | タイアップ                                                                  |
| ------ | -------------------- | --------------------------------------------------------------------------- |
| 1982年 | 約束                 | グリコ「アーモンドチョコレート」CMソング                                    |
| 1982年 | 愛の中へ             | グリコ「アーモンドチョコレート」CMソング                                    |
| 1983年 | AGAIN                | 東宝映画「夜明けのランナー」主題歌 グリコ「アーモンドチョコレート」CMソング |
| 1984年 | 瞳・シリアス         | 日本テレビ系テレビドラマ「風の中のあいつ」主題歌                            |
| 1985年 | 気になるあいつ       | 日本テレビ系テレビドラマ「気になるあいつ」主題歌                            |
| 1986年 | 熱情                 | 日本テレビ系テレビドラマ「春風一番!」主題歌                                 |
| 1992年 | ビタミンCM           | 放送広告の日・CMソング                                                      |
| 1994年 | ちょーどいいのがNo.1 | テレビ朝日系「あなたが主役」EDテーマ                                        |
| 1995年 | 遠い夢に逢えるまで   | テレビ朝日系「あなたが主役」EDテーマ                                        |